# Tetramorium magnificum
Tetramorium magnificum är en myrart som beskrevs av Bolton 1980. Tetramorium magnificum ingår i släktet Tetramorium och familjen myror. Inga underarter finns listade i Catalogue of Life.